# Come Along (nummer)
Come Along is een nummer van de Zweedse zangeres Titiyo uit 2001. Het is de eerste single van haar gelijknamige vierde studioalbum Come Along.
Het nummer werd een grote hit in Europa. In Titiyo's thuisland Zweden haalde het de 3e positie. In de Nederlandse Top 40 haalde het de 11e positie, en in de Vlaamse Ultratop 50 de 17e. Na "Come Along" heeft Titiyo nooit meer een hit weten te scoren.